# Pyran-2-one
La 2-pyrone (α-pyrone ou pyran-2-one) est un composé organique insaturé de formule brute C5H4O2. C'est une lactone et un isomère de la 4-pyrone.
Le 2-pyrone est utilisée en synthèse organique comme brique pour des structures chimiques plus complexes parce qu'elle peut participer à différentes réactions de cycloaddition pour former des lactones bicycliques. Par exemple, elle subit facilement des réactions de Diels-Alder avec des alcynes, produisant par perte de dioxyde de carbone des benzènes substitués. La synthèse de Gogte (1938) est une méthode d'alkylation de certaines pyrones avec des chlorures d'acyle.

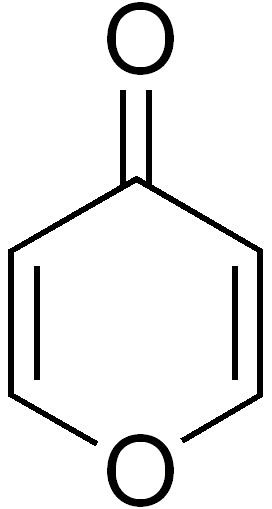
4-pyrone

Les produits naturels contenant un centre 2-pyrone sont par exemple les bufanolides (en) et les kavalactones (en) ou kavapyrones.